# Rutger Elsinga
Rutger Elsinga (Vegelinsoord, 28 januari 1978) is een Nederlandse voormalige langebaanschaatser.

## Loopbaan
Elsinga reed vrijwel geen internationale wedstrijden, maar in het olympisch seizoen 2001-2002 wist hij zich te plaatsen voor het EK allround in Erfurt. Hij eindigde daar op de 22e plaats en wist zich niet te plaatsen voor de afsluitende 10 km. Daarnaast reed Elsinga op 22 november 2001 in Den Haag een wereldbekerwedstrijd over 1500 m. In de B-groep kwam hij echter ten val en eindigde daardoor op de 37e en laatste plaats.

## Records

### Persoonlijke records
| Afstand      | Tijd     | Datum            | Baan       |
| ------------ | -------- | ---------------- | ---------- |
| 500 meter    | 37,96    | 19 maart 2003    | Calgary    |
| 1000 meter   | 1.12,77  | 22 maart 2003    | Calgary    |
| 1500 meter   | 1.49,91  | 21 maart 2003    | Calgary    |
| 3000 meter   | 3.47,45  | 20 maart 2003    | Calgary    |
| 5000 meter   | 6.35,80  | 13 maart 2004    | Heerenveen |
| 10.000 meter | 14.07,36 | 22 december 2001 | Heerenveen |

## Resultaten
| Jaar | NK Afstanden                     | NK Allround             | EK Allround             | Wereldbeker |
| ---- | -------------------------------- | ----------------------- | ----------------------- | ----------- |
| 1997 | 7e 1500m                         |                         |                         |             |
|      |                                  |                         |                         |             |
| 2001 | 25e 1500m 19e 5000m              | NC13 (21e, 14e, 14e, -) |                         |             |
| 2002 | 9e 1500m 11e 5000m 4e 10.000m    | 6e · (22e, 8e, 8e, )    | NC22 (28e, 15e, 17e, -) | 0p 1500m    |
| 2003 | 14e 1500m 11e 5000m 6e 10.000m   | NC17 (23e, 11e, 13e, -) |                         |             |
| 2004 | 16e 15000m 10e 5000m 12e 10.000m | NC19 (19e, 14e, 22e, -) |                         |             |
| 2005 | 21e 5000m                        | NC21 (22e, 11e, 20e, -) |                         |             |
| 2006 | 17e 5000m                        | NC19 (18e, 14e, 17e, )  |                         |             |

(#, #, #, #) = op allroundtoernooi (500m, 5000m, 1500m, 10.000m)
NC22 = niet gekwalificeerd voor de laatste afstand, maar wel als 22e geklasseerd in de eindrangschikking
0p = wel deelgenomen, maar geen punten behaald.